# Last Holiday (phim 2006)
Kỳ nghỉ cuối cùng (Last Holiday) là một bộ phim hài kịch lãng mạn do Hoa Kỳ sản xuất vào năm 2006 bởi đạo diễn Wayne Wang. Cùng với đạo diễn, Jeffrey Price và Peter S. Seaman đã viết nên kịch bản Kỳ nghỉ cuối cùng dựa trên bộ phim cùng tên sản xuất tại Anh vào năm 1950 do JB Priestley đạo diễn. Nữ diễn viên Queen Latifah trong vai Georgia Byrd, một nữ nhân viên bán hàng tại trung tâm thương mại bị chẩn đoán mắc bệnh nan y. Với số tiền tiết kiệm trong ngân hàng, cô đã sử dụng chúng để nghỉ dưỡng tại một khách sạn đắt tiền của giới thượng lưu Phương Tây trước khi qua đời.

## Cốt truyện
Georgia Byrd là một nhân viên bán hàng nhút nhát, khiêm tốn trong bộ phận dụng cụ nấu ăn tại Cửa hàng bách hóa Kragen ở New Orleans và là một ca sĩ dàn hợp xướng Baptist khao khát được nấu ăn chuyên nghiệp. Cô ấy ghi lại những ước mơ của mình về một cuộc sống tốt đẹp hơn trong một cuốn sổ lưu niệm có tên "Khả năng" một cách riêng tư, cô ấy thích sao chép các công thức nấu ăn ngon của đầu bếp truyền hình Emeril Lagasse , phục vụ những sáng tạo của cô ấy cho một người hàng xóm trong khi bản thân từ chối niềm vui được ăn chúng. Trong mùa Giáng sinh, khi đang tán tỉnh một đồng nghiệp đẹp trai tên là Sean Williams, người mà cô đã bí mật ghi vào sổ lưu niệm là người chồng trong mơ của mình, Georgia đã đập đầu vào cửa tủ bếp và được đưa đến trung tâm y tế của cửa hàng để chụp CT. Ở đó, cô được bác sĩ của công ty thông báo rằng cô có một khối u não do rối loạn thần kinh giai đoạn cuối hiếm gặp được gọi là bệnh Lampington. Vì kế hoạch HMO của cô ấy không thể trang trải chi phí phẫu thuật cao, Georgia cam chịu chỉ còn vài tuần để sống, bỏ việc, thanh lý tài sản và bắt đầu kỳ nghỉ trong mơ tại Grandhotel Pupp sang trọng ở Cộng hòa Séc, thành phố spa Karlovy Vary.
Không bị ức chế và quyết tâm tận hưởng những tuần cuối cùng của cuộc đời, Georgia đăng ký vào Phòng Tổng thống với giá 4000 USD mỗi đêm, mua tủ quần áo hàng hiệu ở các cửa hàng đắt tiền, sử dụng rộng rãi các tiện nghi spa của khách sạn, thử trượt tuyết và nhảy BASE khỏi đập , thưởng thức những bữa ăn ngon do Đầu bếp nổi tiếng thế giới Didier chuẩn bị và giành được một vận may nhỏ khi chơi roulette trong sòng bạc.
Georgia gây ấn tượng với nhân viên của khách sạn, ngoại trừ người quản lý dịch vụ khách khó tính, cô Gunther, với phong cách ngây thơ và lòng tốt thẳng thắn, đồng thời hòa nhập với một số khách khác, bao gồm cả Matthew Kragen, một chuyên gia tự lực kiêu ngạo và tình cờ là chủ sở hữu của khách sạn, cửa hàng bách hóa nơi cô ấy làm việc, trợ lý/tình nhân của Kragen, cô Burns; và các nhà môi giới quyền lực của Louisiana, Thượng nghị sĩ Dillings và dân biểu Stewart. Kragen hoài nghi về Georgia và nghi ngờ cô ấy cố gắng phá hoại công việc kinh doanh của anh ta, nhưng những người còn lại đều bị thu hút bởi tinh thần tự do của cô ấy.
Khi Kragen hối lộ cô Gunther để khai thác thông tin về lai lịch của Georgia, cô ấy đi qua dãy phòng khách sạn của mình và tìm thấy một lá thư mà Georgia đã viết hướng dẫn cách xử lý hài cốt của cô ấy sau khi cô ấy qua đời. Cảm động trước bức thư và nhận ra sự tự tin và tinh thần lạc quan của Georgia đã khiến tất cả những ai gặp cô ấy cảm động kể từ khi cô ấy đến, cô Gunther thú nhận với Georgia rằng cô ấy đã lục lọi đồ đạc của cô ấy và tìm thấy bức thư, thúc giục cô ấy trở về nhà và trải qua những ngày cuối đời. với những người cô ấy yêu. Nghe lời khuyên của cô Gunther, Georgia đi đến sân bay nhưng phát hiện ra một trận tuyết lở đã chặn đường. Cô ấy không hề hay biết, Sean, khi biết được chẩn đoán của Georgia và sẵn sàng thừa nhận tình cảm lâu nay của anh ấy dành cho cô ấy, đã bay đến Châu Âu và đang ngồi trên một chiếc taxi ở phía bên kia của đống tuyết,
Georgia trở lại khách sạn, và Sean rời xe taxi của mình để đi bộ băng qua tuyết. Đầu bếp Didier mời Georgia đến hỗ trợ anh ta trong nhà bếp của khách sạn vào đêm hôm đó để chuẩn bị một bữa tiệc đón giao thừa xa hoa và cảm ơn cô ấy một cách công khai tại bữa tiệc. Sau đó, khi đang ngồi ăn tối và vô cùng tức giận trước những lời khen ngợi và tình cảm mà Georgia đã nhận được, Kragen cố gắng làm bẽ mặt cô trước những người bạn của mình bằng cách tiết lộ cô là nhân viên bán hàng tại một trong những cửa hàng của anh ta, nhưng Georgia xác nhận điều này và tiết lộ căn bệnh nan y của cô. Những người bạn đồng hành của Kragen, chán ghét sự vô cảm của anh ta, ôm lấy cô và bỏ rơi anh ta. Chán nản và xấu hổ, Kragen lên tầng trên của khách sạn và ngồi trên mỏm đá, định tự tử. Georgia cố gắng ngăn cản điều này, gợi ý rằng nếu anh ấy tử tế hơn và ít bị lòng tham chi phối hơn, anh ấy sẽ là một người hạnh phúc hơn.
Sean đến khách sạn đúng lúc và cùng Georgia đến mỏm đá, thú nhận tình cảm của anh dành cho cô và thừa nhận anh đã xem sổ lưu niệm "Những khả năng" của cô. Tại sảnh đợi, cô Gunther tìm thấy một bản fax cho Georgia từ bác sĩ Gupta nói rằng cô đã bị chẩn đoán nhầm do máy quét CT bị lỗi và rốt cuộc không mắc bệnh Lampington. Cô Gunther chạy đến mỏm đá để báo tin vui. Georgia và Sean trở lại New Orleans với tư cách là một cặp vợ chồng, nơi họ mở một nhà hàng, Georgia's Joint, được đầu bếp Didier và Emeril Lagasse ghé thăm .

Một đoạn kết cho thấy Georgia đã thay đổi Cuốn sách về những khả năng của mình thành Cuốn sách về những thực tế, và những người bạn của cô ấy ở khách sạn đều có cuộc sống tốt hơn: Cô Burns đi học quản lý spa, cô Gunther mở công ty thám tử, còn Tiến sĩ Gupta và Matthew Kragen tham gia một khóa tu tâm linh sau khi Gupta nghỉ việc và vợ của Kragen ly dị anh ta. Và rằng Georgia và Sean đã kết hôn trong khi nhảy dù.
1. ↑  "trailer film & đoạn giới thiệu".